# Municipio de Olive (Nebraska)
El municipio de Olive (en inglés: Olive Township) es un municipio ubicado en el condado de Butler en el estado estadounidense de Nebraska. En el año 2010 tenía una población de 237 habitantes y una densidad poblacional de 2,55 personas por km².

## Geografía
El municipio de Olive se encuentra ubicado en las coordenadas 41°16′19″N 97°12′21″O / 41.27194, -97.20583. Según la Oficina del Censo de los Estados Unidos, el municipio tiene una superficie total de 92.96 km², de la cual 92,09 km² corresponden a tierra firme y (0,93 %) 0,87 km² es agua.

## Demografía
Según el censo de 2010, había 237 personas residiendo en el municipio de Olive. La densidad de población era de 2,55 hab./km². De los 237 habitantes, el municipio de Olive estaba compuesto por el 100 % blancos. Del total de la población el 0 % eran hispanos o latinos de cualquier raza.